# Oscarsgalan 2003
Oscarsgalan 2003 var den 75:e upplagan av Academy Awards som belönade insatser inom film från 2002 och sändes från Kodak Theatre i Los Angeles den 23 mars 2003. Årets värd var skådespelaren Steve Martin för andra gången. Första gången han var värd för galan var 2001.
Chicago fick flest nomineringar i 13 kategorier och vann 6 priser, inklusive för Bästa film. Gangs of New York fick 10 nomineringar men vann inget. The Pianist vann 3 priser, inklusive för Bästa regi. Roman Polański, som regisserade filmen, kunde inte närvara vid prisutdelningen på grund av sin efterlysning i USA sedan han flydde från landet 1977. Harrison Ford accepterade priset å Polańskis vägnar. Adrien Brody blev den yngsta skådespelaren att vinna priset för Bästa manliga huvudroll i en ålder av 29 år. "Lose Yourself" från 8 Mile blev den första raplåten att vinna priset för Bästa sång.

## Vinnare och nominerade

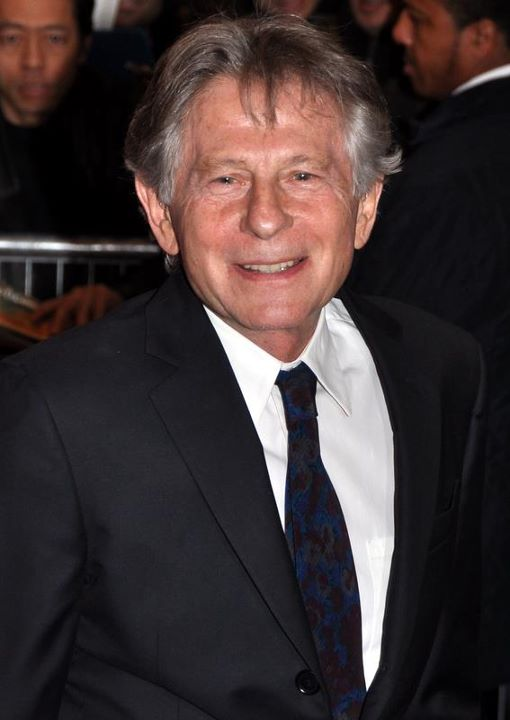
Roman Polański
Bästa regi

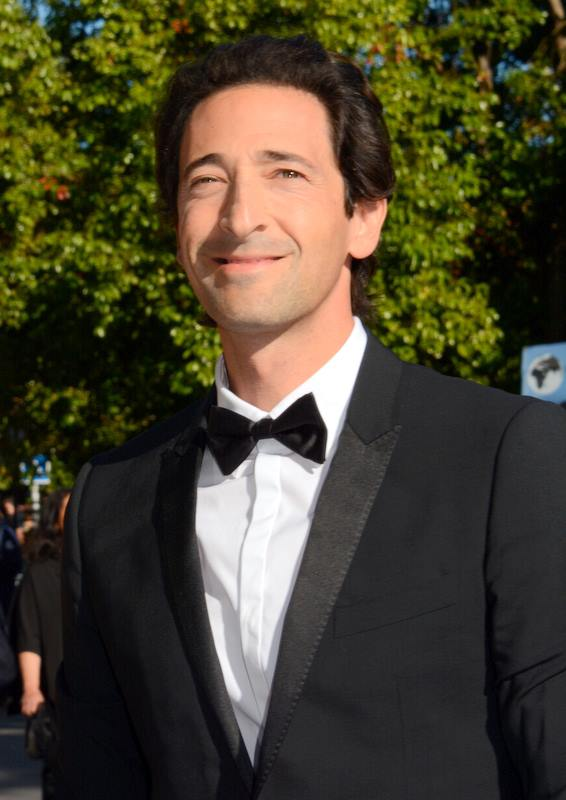
Adrien Brody
Bästa manliga huvudroll

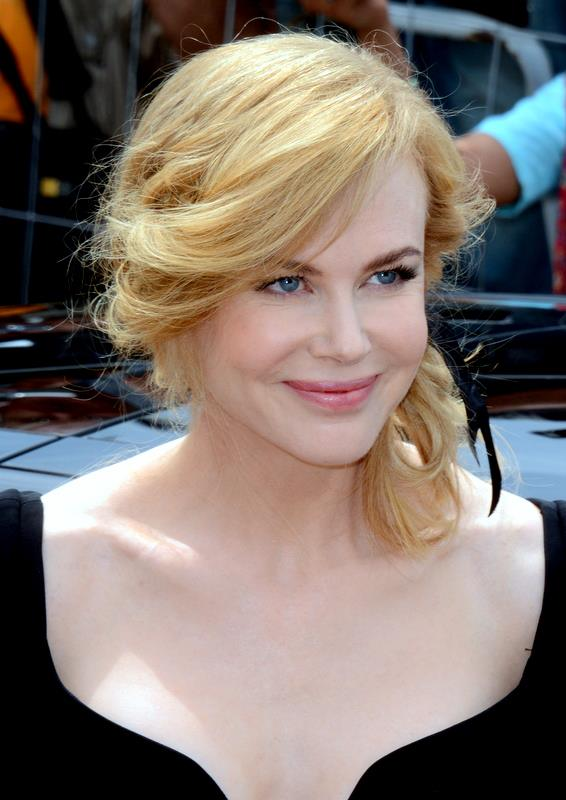
Nicole Kidman
Bästa kvinnliga huvudroll

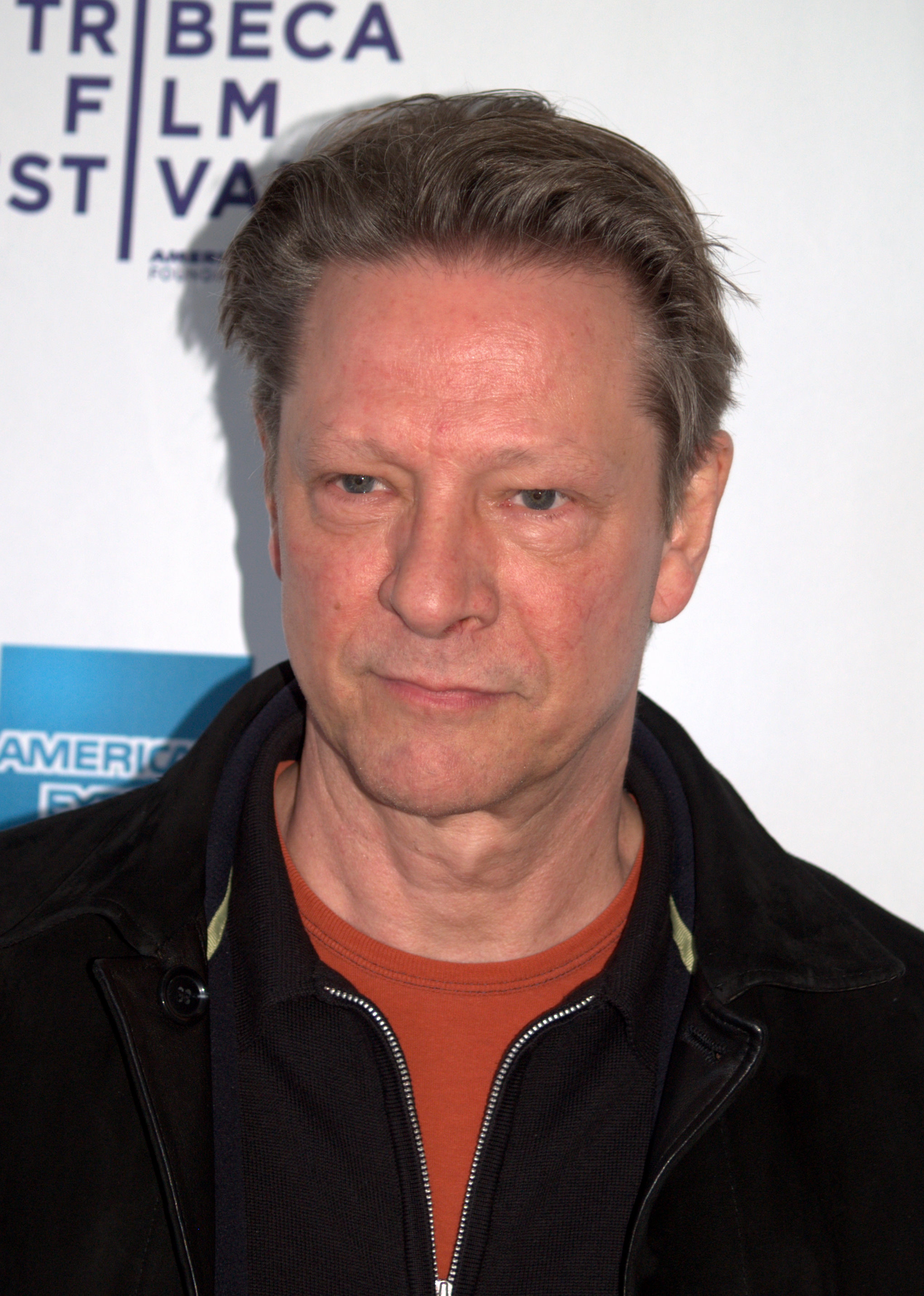
Chris Cooper
Bästa manliga biroll

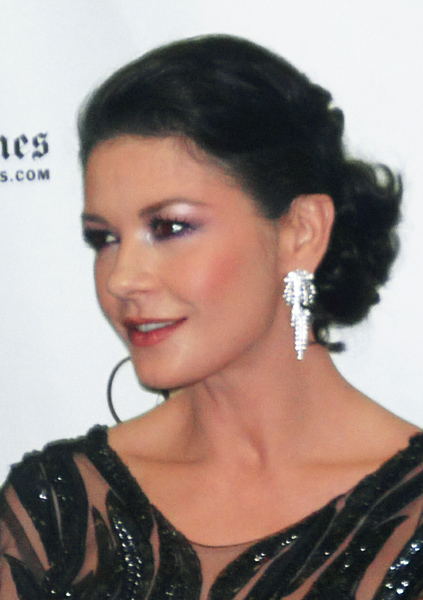
Catherine Zeta-Jones
Bästa kvinnliga biroll

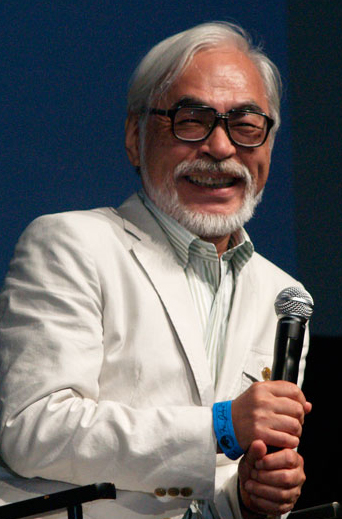
Hayao Miyazaki
Bästa animerade film

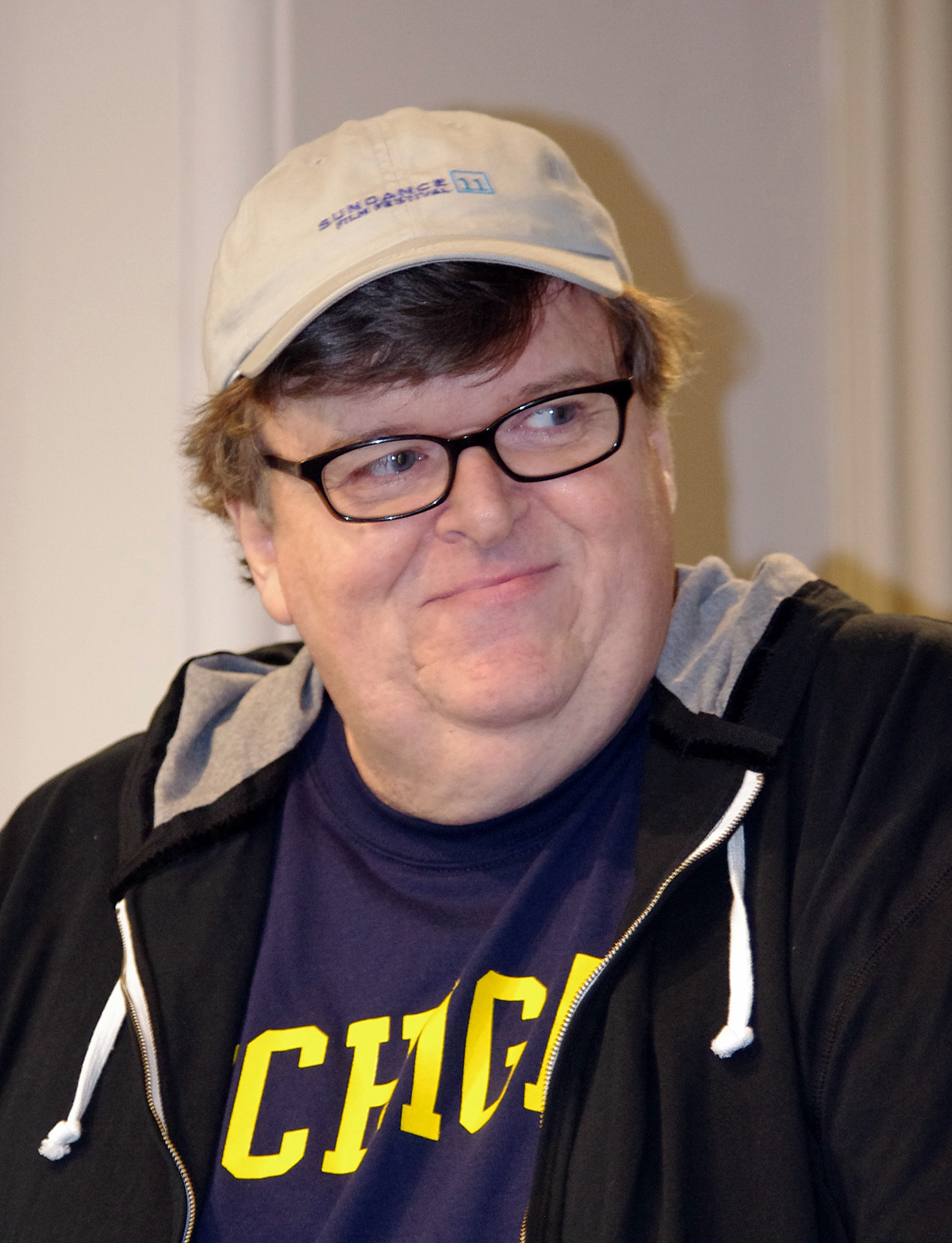
Michael Moore
Bästa dokumentär

Nomineringarna tillkännagavs den 11 februari 2003 från Samuel Goldwyn Theater i Beverly Hills, Kalifornien av akademiordförande Frank Pierson och skådespelerskan Marisa Tomei. Vinnarna listas i fetstil.
| Bästa film | Bästa regi |
| --- | --- |
| - Chicago – Martin Richards - Gangs of New York – Alberto Grimaldi och Harvey Weinstein - Timmarna – Scott Rudin och Robert Fox - Sagan om de två tornen – Barrie M. Osborne, Fran Walsh och Peter Jackson - The Pianist – Roman Polański, Robert Benmussa och Alain Sarde     | - Roman Polański – The Pianist - Rob Marshall – Chicago - Martin Scorsese – Gangs of New York - Pedro Almodóvar – Tala med henne - Stephen Daldry – Timmarna |
| Bästa manliga huvudroll | Bästa kvinnliga huvudroll |
| - Adrien Brody – The Pianist - Jack Nicholson – About Schmidt - Nicolas Cage – Adaptation - Daniel Day-Lewis – Gangs of New York - Michael Caine – Den stillsamme amerikanen                                                                                                   | - Nicole Kidman – Timmarna - Renée Zellweger – Chicago - Julianne Moore – Far from Heaven - Salma Hayek – Frida - Diane Lane – Unfaithful |
| Bästa manliga biroll | Bästa kvinnliga biroll |
| - Chris Cooper – Adaptation - Christopher Walken – Catch Me If You Can - John C. Reilly – Chicago - Ed Harris – Timmarna - Paul Newman – Road to Perdition | - Catherine Zeta-Jones – Chicago - Kathy Bates – About Schmidt - Meryl Streep – Adaptation - Queen Latifah – Chicago - Julianne Moore – Timmarna |
| Bästa originalmanus | Bästa manus efter förlaga |
| - Tala med henne – Pedro Almodóvar - Far from Heaven – Todd Haynes - Gangs of New York – Jay Cocks, Steven Zaillian och Kenneth Lonergan - Mitt stora feta grekiska bröllop – Nia Vardalos - Din morsa också! – Carlos Cuarón och Alfonso Cuarón                               | - The Pianist – Ronald Harwood - Om en pojke – Peter Hedges, Chris Weitz och Paul Weitz - Adaptation – Charlie Kaufman och Donald Kaufman - Chicago – Bill Condon - Timmarna – David Hare |
| Bästa animerade film | Bästa icke-engelskspråkiga film |
| - Spirited Away – Hayao Miyazaki - Lilo & Stitch – Chris Sanders - Skattkammarplaneten – Ron Clements - Ice Age – Chris Wedge - Spirit - Hästen från vildmarken – Jeffrey Katzenberg                                                                                           | - Ingenstans i Afrika (Tyskland) - Fader Amaros synder (Mexiko) - Mannen utan minne (Finland) - Hero (Kina) - Zus & Zo (Nederländerna) |
| Bästa dokumentär | Bästa kortfilmsdokumentär |
| - Bowling for Columbine – Michael Moore och Michael Donovan - Daughter from Danang – Gail Dolgin och Vicente Franco - Flyttfåglar – Jacques Perrin - Prisoner of Paradise – Malcolm Clarke och Stuart Sender - Spellbound – Jeffrey Blitz och Sean Welch                       | - Twin Towers – Bill Guttentag och Robert David Port - The Collector of Bedford Street – Alice Elliott - Mighty Times: The Legacy of Rosa Parks – Robert Hudson och Robert Houston - Why Can't We Be a Family Again? – Roger Weisberg och Murray Nossel |
| Bästa kortfilm | Bästa animerade kortfilm |
| - En äkta dansk – Martin Strange-Hansen och Mie Andreasen - Fait d'hiver – Dirk Beliën och Anja Daelemans - Inja – Steve Pasvolsky och Joe Weatherstone - J'attendrai le suivant – Philippe Orreindy och Thomas Gaudin - Johnny Flynton – Lexi Alexander och Alexander Buono   | - The Chubbchubbs! – Eric Armstrong - Katedra – Tomek Baginski - Mikes nya bil – Pete Docter och Roger Gould - Atama-yama – Koji Yamamura - Das Rad – Chris Stenner och Heidi Wittlinger |
| Bästa filmmusik | Bästa sång |
| - Frida – Elliot Goldenthal - Catch Me If You Can – John Williams - Far from Heaven – Elmer Bernstein - Timmarna – Philip Glass - Road to Perdition – Thomas Newman | - "Lose Yourself" från 8 Mile – Musik av Eminem, Jeff Bass och Luis Resto; Text av Eminem - "I Move On" från Chicago – Musik av John Kander; Text av Fred Ebb - "Burn It Blue" från Frida – Musik av Elliot Goldenthal; Text av Julie Taymor - "The Hands That Built America" från Gangs of New York – Musik och Text av Bono, The Edge, Adam Clayton och Larry Mullen Jr - "Father and Daughter" från Den vilda familjen Thornberry – filmen – Musik och Text av Paul Simon |
| Bästa ljudredigering | Bästa ljud |
| - Sagan om de två tornen – Ethan Van der Ryn och Mike Hopkins - Minority Report – Richard Hymns och Gary Rydstrom - Road to Perdition – Scott Hecker | - Chicago – Michael Minkler, Dominick Tavella och David Lee - Gangs of New York – Tom Fleischman, Eugene Gearty och Ivan Sharrock - Sagan om de två tornen – Christopher Boyes, Michael Semanick, Michael Hedges och Hammond Peek - Road to Perdition – Scott Millan, Bob Beemer och John Pritchett - Spider-Man – Kevin O'Connell, Greg P. Russell och Ed Novick |
| Bästa scenografi | Bästa foto |
| - Chicago – John Myhre och Gordon Sim - Frida – Felipe Fernández del Paso och Hania Robledo - Gangs of New York – Dante Ferretti och Francesca Lo Schiavo - Sagan om de två tornen – Grant Major, Dan Hennah och Alan Lee - Road to Perdition – Dennis Gassner och Nancy Haigh | - Road to Perdition – Conrad L. Hall - Chicago – Dion Beebe - Far from Heaven – Edward Lachman - Gangs of New York – Michael Ballhaus - The Pianist – Pawel Edelman |
| Bästa smink | Bästa kostym |
| - Frida – John E. Jackson och Beatrice De Alba - The Time Machine – John M. Elliott Jr. och Barbara Lorenz | - Chicago – Colleen Atwood - Frida – Julie Weiss - Gangs of New York – Sandy Powell - Timmarna – Ann Roth - The Pianist – Anna B. Sheppard |
| Bästa klippning | Bästa specialeffekter |
| - Chicago – Martin Walsh - Gangs of New York – Thelma Schoonmaker - Timmarna – Peter Boyle - Sagan om de två tornen – Michael Horton - The Pianist – Hervé de Luze | - Sagan om de två tornen – Jim Rygiel, Joe Letteri, Randall William Cook och Alex Funke - Spider-Man – John Dykstra, Scott Stokdyk, Anthony LaMolinara och John Frazier - Star Wars: Episod II – Klonerna anfaller – Rob Coleman, Pablo Helman, John Knoll och Ben Snow |

### Heders-Oscar
- Peter O'Toole

### Filmer med flera nomineringar
- 13 nomineringar: Chicago
- 10 nomineringar: Gangs of New York
- 9 nomineringar: Timmarna
- 7 nomineringar: The Pianist
- 6 nomineringar: Frida, Road to Perdition och Sagan om de två tornen
- 4 nomineringar: Adaptation och Far from Heaven
- 2 nomineringar: About Schmidt, Catch Me If You Can, Spider-Man och Tala med henne

### Filmer med flera vinster
- 6 vinster: Chicago
- 3 vinster: The Pianist
- 2 vinster: Frida och Sagan om de två tornen

### Sveriges bidrag
Sverige skickade in Lilja 4-ever till galan som det svenska bidraget för priset i kategorin Bästa icke-engelskspråkiga film. Den blev inte nominerad.